# Silverio Petrucci
Silverio Petrucci (... – 1560) è stato un vescovo cattolico italiano.
Fu vescovo di Muro Lucano dal 1541 fino alla sua morte.

## Biografia
Il 27 giugno 1541 Silverio Petrucci fu nominato vescovo di Muro Lucano da papa Paolo III. Nel 1545 venne rappresentato al Concilio di Trento dal vescovo Enrico Loffredo.